# Christophe Ballif
Christophe Ballif est un physicien et professeur suisse, né le 7 décembre 1969 au Sentier.

## Biographie

### Origines et famille
Christophe Ballif naît le 7 décembre 1969 au Sentier, dans la vallée de Joux. Ses parents sont instituteurs.
Il est marié à la physicienne et chanteuse lyrique Carole Trousseau, secrétaire générale du Grand Théâtre de Genève depuis 2018, et père de deux enfants.

### Études
Il effectue des études de physique à l'EPFL, ponctuées par un diplôme en physique théorique en 1994. Il se tourne ensuite vers la physique appliquée et travaille dans le laboratoire des couches minces de l'EPFL (Prof. Lévy). Son travail de thèse porte sur les propriétés électroniques de couches minces semi-conductrices de WS2 et MoS2.
Il effectue des recherches post-doctorales au NREL (National Renewable Energy Laboratory, Golden, USA), où il développe de nouvelles techniques de fabrication et de caractérisation de cellules photovoltaïques en couches minces et de cellules à base de composés III-V. 

### Parcours professionnel
De 2000 à 2003, il travaille au Fraunhofer ISE (Institute für Solare Energiesysteme) en Allemagne (Gelsenkirchen, Freiburg), dans un laboratoire de recherche industrielle, où il est responsable de la caractérisation des matériaux semi-conducteurs et des dispositifs photovoltaïques, et coordonne le démarrage d'une ligne pilote de production pour cellules en silicium cristallin. Pendant cette période il est également invité scientifique au Weizmann institute à Rehovot (Israël). Il est ensuite chef de laboratoire à l'EMPA de Thoune où il s'intéresse aux propriétés mécaniques des semi-conducteurs et des composants pour applications opto-électroniques. 
Il est nommé professeur ordinaire à l'Université de Neuchâtel en 2003, où il dirige le laboratoire de photovoltaïque et couches minces électroniques de l'Institut de microtechnique, fondé par Arvind Shah. En 2009, dans le cadre du transfert de l'IMT de l'université de Neuchâtel à l'EPFL, il devient professeur ordinaire EPFL. 
Depuis 2013, Christophe Ballif dirige également le PV-center du Centre suisse d'électronique et de microtechnique (CSEM), un centre spécialisé dans le transfert de technologie dans le domaine de l'énergie solaire, avec des activités allant des techniques de production des cellules solaires, aux réseaux intégrant diverses formes de stockage. Ses deux équipes (laboratoire de l'Institut de microtechnique et CSEM) totalisaient près de 80 chercheurs en 2015 et collaboraient avec plus de vingt entreprises.
Christophe Ballif est auteur ou coauteurs de nombreux brevets et de plus de 400 articles scientifiques.   
Il a été désigné par l'hebdomadaire suisse L'Hebdo comme l'une des 100 personnalités qui font la Suisse romande en 2007. Il est cité également a plusieurs reprises dans la liste des "300 les plus influents" du magazine Bilan.

## Distinction
Il est le lauréat du Prix Becquerel (en) 2016  une des distinctions majeures dans le domaine de l'énergie créé en 1989 par la Commission européenne, pour ses contributions au développement de technologies photovoltaïques, en particulier la science et la technologie des cellules dites à hétérojonctions.